# Região Geográfica Imediata de Cruz das Almas
A Região Geográfica Imediata de Cruz das Almas é uma das 34 regiões imediatas do estado brasileiro da Bahia, uma das 4 regiões imediatas que compõem a Região Geográfica Intermediária de Santo Antônio de Jesus e uma das 509 regiões imediatas no Brasil, criadas pelo IBGE em 2024.
É composta por 12 municípios, tendo uma população estimada pelo IBGE para 1.º de Setembro de 2024, de 281.854 habitantes e uma área total de 3.650.695 km².

## Municípios
| Município               | População Estimativa 2017 | Área (km²) |
| ----------------------- | ------------------------- | ---------- |
| Cabaceiras do Paraguaçu | 17.039                    | 213,550    |
| Cachoeira               | 30.550                    | 395,223    |
| Castro Alves            | 25.471                    | 771,735    |
| Conceição do Almeida    | 16.184                    | 289,935    |
| Cruz das Almas          | 63.203                    | 145,742    |
| Governador Mangabeira   | 21.314                    | 106,317    |
| Itatim                  | 16.375                    | 574,259    |
| Muritiba                | 30.146                    | 89,311     |
| Santa Teresinha         | 10.847                    | 710,313    |
| São Felipe              | 20.918                    | 197,898    |
| São Félix               | 11.198                    | 99,203     |
| Sapeaçu                 | 18.609                    | 117,209    |
| Total                   | 281.854                   | 3 650,695  |